# Fumana aciphylla
Fumana aciphylla är en solvändeväxtart som beskrevs av Pierre Edmond Boissier. Fumana aciphylla ingår i släktet barrsolvändor, och familjen solvändeväxter. Inga underarter finns listade i Catalogue of Life.